# BOY'S LIFE (曲)
「BOY'S LIFE」（ボーイズ・ライフ）は、吉川晃司が1995年4月24日にリリースした20枚目のシングル。

## 解説
資生堂「アグレヘアジェリングウォーター」コマーシャルソングとして使用された。
スタッフの反対を押し切り、アルバム『FOREVER ROAD』（1995年）の先行シングルとして発売された。

## 収録曲
1. BOY'S LIFE
  - 作詞・作曲：吉川晃司／編曲：吉川晃司、菅原弘明
2. Café de I Love You 〜愛という名のカフェテラス〜
  - 作詞・作曲：吉川晃司／編曲：吉川晃司、菅原弘明

## 収録アルバム
- BOY'S LIFE
  - FOREVER ROAD（1995年）（アルバムバージョン）
  - GOLDEN YEARS VOL.III（1996年）（ライブバージョンで収録）
  - DON'T STOP ME NOW（1997年）
  - PASSAGE:K2 SINGLE COLLECTION 1984-1996（1998年）
  - Spirit×ナイフ 〜GOLDEN YEARS MILLENNIUM EDITION〜（2000年）
  - Thank You（2004年）（セルフカバーバージョン）
  - BEST BEST BEST 1989-1995（2005年）
- Café de I Love You 〜愛という名のカフェテラス〜
  - FOREVER ROAD（1995年）